# Jaguar XJ Mk III
Ne doit pas être confondu avec Jaguar XJ ou Jaguar XJ (X351).
La Jaguar XJ, troisième du nom (Mk III ou Mark 3), est une berline 4 portes du constructeur anglais Jaguar, lancée en 2003. Sa carrière s'est essentiellement déroulée sous l'égide du groupe Ford.
Dénommée X350 en interne, elle représente une révolution technique pour Jaguar, avec l'adoption d'une structure en aluminium, sous un dessin des plus classiques. La version restylée fut dénommée X358. Elle a existé dans les deux cas en deux longueurs, et la version longue a aussi été vendue sous la marque Daimler en tant que Daimler Super Eight à partir de 2005. La production de cette génération de XJ et de Daimler a été arrêtée le 27 mars 2009, pour être remplacée par la XJ Mk IV.

## Design
Le nouveau modèle remplace une série de Jaguar XJ dont la base technique remonte à 1986. Mais les designers de la marque choisissent de continuer dans le thème rétro, initié avec la X300 de 1994, là où la XJ40 de 1986 avait introduit, avec ses feux rectangulaires, une rupture avec la première Jaguar XJ. Les lignes sont donc très proches de celles de la X300, avec une voiture très basse au niveau de la ligne de caisse, et des surfaces vitrées importantes. Sa hauteur de 1,45 m est néanmoins de près de 10 cm supérieure au modèle précédent. Cette tactique semble être le contrepoint de sa concurrente la nouvelle BMW Série 7, et doit permettre à la marque de ne pas choquer ses clients conservateurs qui pourraient être intrigués par la technique de construction en aluminium choisie par Jaguar. La nouvelle XJ a d'ailleurs été introduite en tant que concept-car, dans une livrée aluminium poli brillant.
Les différences stylistiques se limitent à des phares extérieurs plus grands que les intérieurs, tandis que la troisième glace latérale est remplacée par une petite glace fixe intégrée à la portière. Les proportions sont légèrement modifiées par l'augmentation de 16 cm de l'empattement.
À l'intérieur, on retrouve l'ambiance traditionnelle faite d'un mariage de cuir et de bois, dans des formes rondes et symétriques.

## Châssis

### Structure
C'est au niveau de la structure du modèle que se situe la révolution chez Jaguar. Pour la première fois, cette XJ adopte une carrosserie autoporteuse entièrement en aluminium, et va plus loin que l'Audi Space Frame dans l'exploitation des avantages de ce matériau en reprenant en partie la technique de collage à l'epoxy, introduite avec succès sur sa compatriote, la Lotus Elise. Elle conserve toutefois un grand nombre de rivets, et assure une rigidité de 60 % supérieure à sa devancière. Le principal avantage reste le poids, inférieur de 200 kg par rapport à sa devancière, mais aussi inférieur à la récente S-Type, pourtant de dimensions inférieures.

### Comportement
La Jaguar XJ Mk III est de loin la plus légère de sa catégorie, ce qui lui procure un comportement plus agile que ses concurrentes, et surtout que celle à laquelle elle succède.

## Habitabilité et confort
La suspension pneumatique (avant et arrière) à contrôle électronique CATS (Computer Active Technology System) étant de série sur tous les modèles, le confort de suspension est très bon, et s'adapte aux profils de la route, tout en maintenant l'assiette constante. L'habitabilité a significativement augmenté par rapport à la génération précédente, en longueur aux genoux ainsi qu'en garde au toit à l'arrière. La position de conduite est parfaite et en plus des réglages classiques, le pédalier est réglable électriquement.

## Moteurs
La troisième génération de Jaguar XJ marque le retour de la XJ6, animée cette fois par le V6 d'origine Ford au lieu du 6 cylindres en ligne Jaguar abandonné en 1997. Il s'agit d'un V6 3 litres de 243 ch, à peine moins puissant que le premier V8, un 3,5 litres de 265 ch. Mais la révolution est dans la présence pour la première fois, à partir de 2005, d'un moteur diesel dans le vaisseau amiral de Jaguar. Il s'agit du même V6 2,7 litres PSA-Ford que dans la S-Type, qui développe 208 ch. La XJ étant plus légère que la plus petite berline, cette association ne pose pas de problème en termes de prestations. Le moteur est d'ailleurs relié à la caisse par des supports « actifs » à pilotage électronique, ce qui limite au maximum les nuisances dues aux bruits et aux vibrations.
En haut de la gamme, on trouve le V8 4,2 litres, dans une version atmosphérique (304 ch) et une version suralimentée (406 ch) par compresseur. Ce dernier anime la XJR mais aussi, à partir de 2005, la Daimler Super Eight, version longue et encore plus luxueuse de la XJR.
Toutes les motorisations sont associées à une boîte automatique à 6 rapports.
| Moteurs                                | 2,7 L V6 diesel | 3,0 L V6        | 3,5 L V8        | 4,2 L V8        | 4,2 L V8 compressé |
| -------------------------------------- | --------------- | --------------- | --------------- | --------------- | ------------------ |
| Cylindres/Soupapes                     | 6/4             | 6/4             | 8/4             | 8/4             | 8/4                |
| Alésage/Course (mm)                    | 81/88           | 89,0/79,5       | 86,0/76,5       | 86,0/90,3       | 86,0/90,3          |
| Cylindrée (cm3)                        | 2 722           | 2 967           | 3555            | 4196            | 4196               |
| Puissance maximale                     |                 |                 |                 |                 |                    |
| ch DIN (kW)                            | 206 (153)       | 243 (179)       | 266 (196)       | 304 (224)       | 406 (298)          |
| ch CEE (kW)                            | 207 (152)       | 238 (175)       | 258 (190)       | 298 (219)       | 395 (291)          |
| tr/min                                 | 4 000           | 6 800           | 6 250           | 6 000           | 6 100              |
| Couple maximal                         |                 |                 |                 |                 |                    |
| N m DIN                                | 435             | 300             | 345             | 420             | 553                |
| N m CEE                                | 435             | 293             | 335             | 411             | 541                |
| tr/min                                 | 1 900           | 4 100           | 4 200           | 4 100           | 3 500              |
| Taux de compression :1                 | 17,3            | 10,5            | 11,0            | 11,0            | 9,1                |
| Transmission                           | Auto 6 rapports | Auto 6 rapports | Auto 6 rapports | Auto 6 rapports | Auto 6 rapports    |
| Performances (données constructeur)    |                 |                 |                 |                 |                    |
| Accélération de 0-100 km/h (secondes)  | 8,2             | 8,1             | 7,6             | 6,6             | 5,3                |
| Vitesse maximale (sur circuit) (km/h)  | 225             | 233             | 242             | Limitée à 250   | Limitée à 250      |
| Consommations                          |                 |                 |                 |                 |                    |
| Conditions urbaines (L/100 km)         | 10,8            | 15,9            | 15,6            | 16,7            | 17,9               |
| Conditions extra-urbaines (L/100 km)   | 6,5             | 7,4             | 7,9             | 8,4             | 8,7                |
| Conditions mixtes (L/100 km)           | 8,1             | 10,5            | 10,6            | 11,4            | 12,1               |
| Émissions de dioxyde de carbone (g/km) | 214             | 249             | 254             | 269             | 289                |